# Saison 5 de Good Doctor
 (mai 2024).
Si vous disposez d'ouvrages ou d'articles de référence ou si vous connaissez des sites web de qualité traitant du thème abordé ici, merci de compléter l'article en donnant les références utiles à sa vérifiabilité et en les liant à la section « Notes et références ».
Chronologie
Saison 4 Saison 6
Cet article présente le guide des épisodes de la cinquième saison de la série télévisée américaine Good Doctor.

## Généralités
- Aux États-Unis, cette cinquième saison a été diffusée du 27 septembre 2021 au 15 mai 2022 sur le réseau ABC.
- Au Canada, la saison est diffusée en simultané sur le réseau CTV et trois heures à l'avance sur la station atlantique de CTV.
- En Belgique, la saison a été diffusée du 25 août 2022[1] au 20 octobre 2022 sur La Une.
- En France, la saison a été diffusée du 31 août 2022[2] au 26 octobre 2022 sur TF1.

## Distribution

### Acteurs principaux
- Freddie Highmore (VF : Antoine Schoumsky) : Dr Shaun Murphy
- Hill Harper (VF : Daniel Njo Lobé) : Dr Marcus Andrews
- Richard Schiff (VF : Gabriel Le Doze) : Dr Aaron Glassman
- Christina Chang (VF : Danièle Douet) : Dr Audrey Lim
- Fiona Gubelmann (VF : Aurore Bonjour) : Dr Morgan Reznick
- Will Yun Lee (VF : Olivier Chauvel) : Dr Alex Park
- Paige Spara (VF : Adeline Moreau) : Lea Dilallo
- Bria Henderson (VF : Daria Levannier) : Jordan Allen
- Noah Galvin (VF : Fabien Albanese) : Asher Wolke
- Osvaldo Benavides (VF : Thibaut Lacour) : Mateo Rendón Osma (épisodes 1 à 4)

### Acteurs récurrents et invités
- Rachel Bay Jones : Salen Morrison (épisodes 1 à 10)
- Elfina Luk : Dalisay Villanueva (épisodes 2, 4, 7, 11, 12, 14, 16, 17, 18)
- April Cameron : Nurse Hawks (épisodes 3, 9, 10, 14, 15, 16, 17, 18)
- Giacomo Baessato : Jerome Martel (épisodes 11, 12, 14, 17, 18)
- Hollis Jane Andrews : Sophie (épisodes 15, 16, 17)
- Antonia Thomas (VF : Aurélie Konaté) : Claire Browne (épisodes 16 et 17)

## Épisodes

### Épisode 1:Nouvelle donne
- États-Unis /  Canada : 27 septembre 2021 sur ABC / CTV
- Belgique : 25 août 2022 sur La Une
- France : 31 août 2022 sur TF1

- États-Unis : 3,99 millions de téléspectateurs (première diffusion)

### Épisode 2:C'est pas du gâteau
- États-Unis /  Canada : 4 octobre 2021 sur ABC / CTV
- Belgique : 25 août 2022 sur La Une
- France : 31 août 2022 sur TF1

- États-Unis : 3,73 millions de téléspectateurs (première diffusion)

### Épisode 3:Le Prix de la guérison
- États-Unis /  Canada : 11 octobre 2021 sur ABC / CTV
- Belgique : 1er septembre 2022 sur La Une
- France : 7 septembre 2022 sur TF1

- États-Unis : 3,74 millions de téléspectateurs (première diffusion)

### Épisode 4:Une vision différente
- États-Unis /  Canada : 25 octobre 2021 sur ABC / CTV
- Belgique : 1er septembre 2022 sur La Une
- France : 7 septembre 2022 sur TF1

- États-Unis : 4,10 millions de téléspectateurs (première diffusion)

### Épisode 5:Le Classement
- États-Unis /  Canada : 1er novembre 2021 sur ABC / CTV
- Belgique : 8 septembre 2022 sur La Une
- France : 14 septembre 2022 sur TF1

- États-Unis : 3,64 millions de téléspectateurs (première diffusion)

### Épisode 6:Un cœur sur mesure
- États-Unis /  Canada : 15 novembre 2021 sur ABC / CTV
- Belgique : 8 septembre 2022 sur La Une
- France : 14 septembre 2022 sur TF1

- États-Unis : 3,70 millions de téléspectateurs (première diffusion)

### Épisode 7:Date de péremption
- États-Unis /  Canada : 22 novembre 2021 sur ABC / CTV
- Belgique : 15 septembre 2022 sur La Une
- France : 21 septembre 2022 sur TF1

- États-Unis : 4,22 millions de téléspectateurs (première diffusion)

### Épisode 8:Qui cherche trouve
- États-Unis /  Canada : 28 février 2022 sur ABC / CTV
- Belgique : 15 septembre 2022 sur La Une
- France : 21 septembre 2022 sur TF1

- États-Unis : 3,44 millions de téléspectateurs (première diffusion)

### Épisode 9:La Défense s'organise
- États-Unis /  Canada : 7 mars 2022 sur ABC / CTV
- Belgique : 22 septembre 2022 sur La Une
- France : 28 septembre 2022 sur TF1

- États-Unis : 3,48 millions de téléspectateurs (première diffusion)

### Épisode 10:Le Don de soi
- États-Unis /  Canada : 14 mars 2022 sur ABC / CTV
- Belgique : 22 septembre 2022 sur La Une
- France : 28 septembre 2022 sur TF1

- États-Unis : 3,66 millions de téléspectateurs (première diffusion)

### Épisode 11:Un joli symbole
- États-Unis /  Canada : 21 mars 2022 sur ABC / CTV
- Belgique : 29 septembre 2022 sur La Une
- France : 5 octobre 2022 sur TF1

- États-Unis : 3,84 millions de téléspectateurs (première diffusion)

### Épisode 12:Panne sèche
- États-Unis /  Canada : 28 mars 2022 sur ABC / CTV
- Belgique : 29 septembre 2022 sur La Une
- France : 5 octobre 2022 sur TF1

- États-Unis : 3,86 millions de téléspectateurs (première diffusion)

### Épisode 13:Sentiment d'appartenance
- États-Unis /  Canada : 4 avril 2022 sur ABC / CTV
- Belgique : 6 octobre 2022 sur La Une
- France : 12 octobre 2022 sur TF1

- États-Unis : 3,66 millions de téléspectateurs (première diffusion)

### Épisode 14:Une pincée de folie
- États-Unis /  Canada : 11 avril 2022 sur ABC / CTV
- Belgique : 6 octobre 2022 sur La Une
- France : 12 octobre 2022 sur TF1

- États-Unis : 3,99 millions de téléspectateurs (première diffusion)

### Épisode 15:Une volonté de fer
- États-Unis /  Canada : 18 avril 2022 sur ABC / CTV
- Belgique : 13 octobre 2022 sur La Une
- France : 19 octobre 2022 sur TF1

- États-Unis : 3,77 millions de téléspectateurs (première diffusion)

### Épisode 16:Une source d'inspiration
- États-Unis /  Canada : 2 mai 2022 sur ABC / CTV
- Belgique : 13 octobre 2022 sur La Une
- France : 19 octobre 2022 sur TF1

- États-Unis : 3,68 millions de téléspectateurs (première diffusion)

### Épisode 17:Le Grand jour
- États-Unis /  Canada : 9 mai 2022 sur ABC / CTV
- Belgique : 20 octobre 2022 sur La Une
- France : 26 octobre 2022 sur TF1

- États-Unis : 3,08 millions de téléspectateurs (première diffusion)

### Épisode 18:Un bon père
- États-Unis /  Canada : 16 mai 2022 sur ABC / CTV
- Belgique : 20 octobre 2022 sur La Une
- France : 26 octobre 2022 sur TF1

- États-Unis : 3,45 millions de téléspectateurs (première diffusion)